# GAC Aion S
GAC Aion S – elektryczny samochód osobowy klasy kompaktowej produkowany pod chińską marką GAC Aion w latach 2019–2022 i jako Aion S od 2022 roku.

## Historia i opis modelu

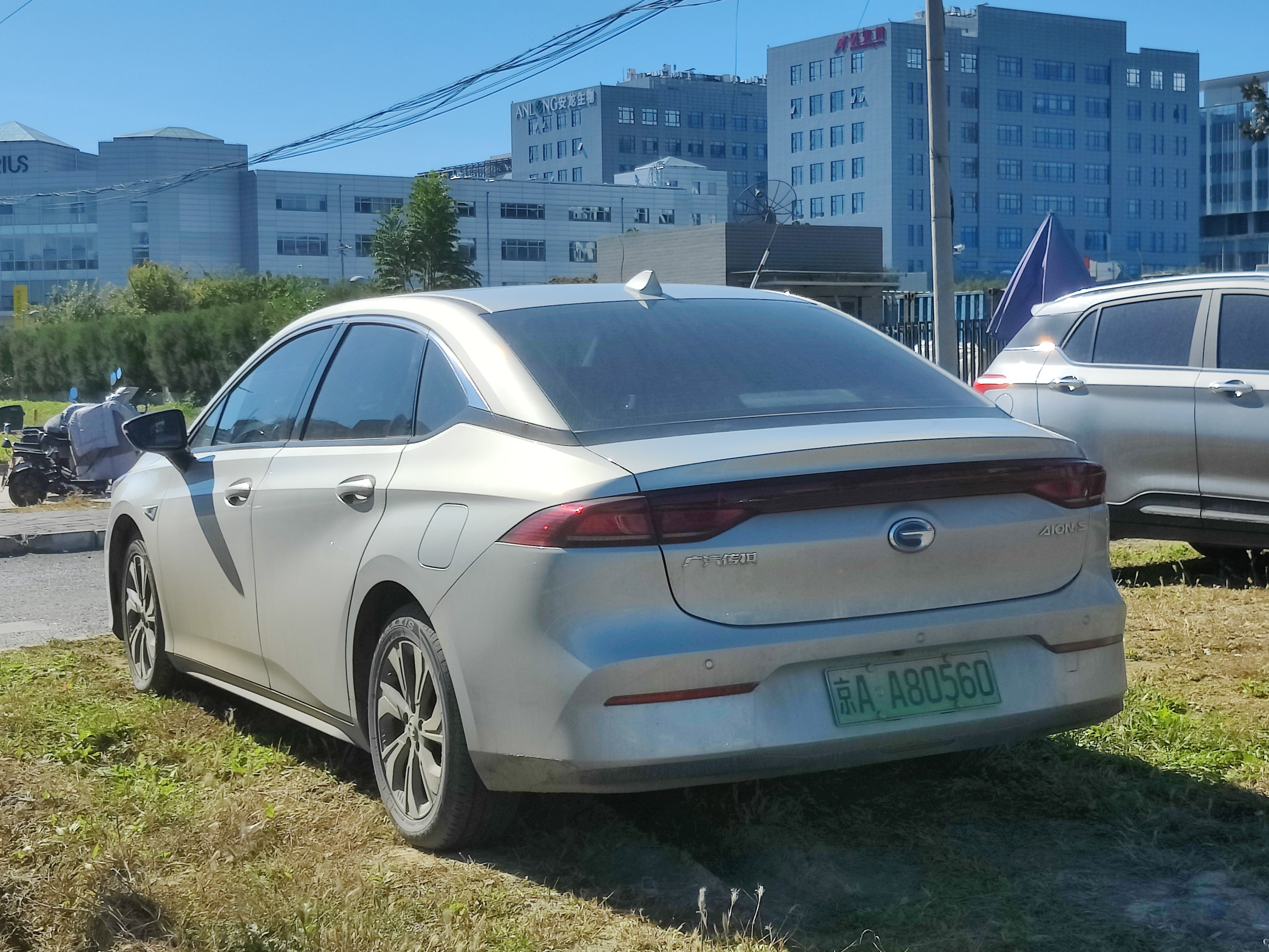
GAC Aion S Mei 580 - tył

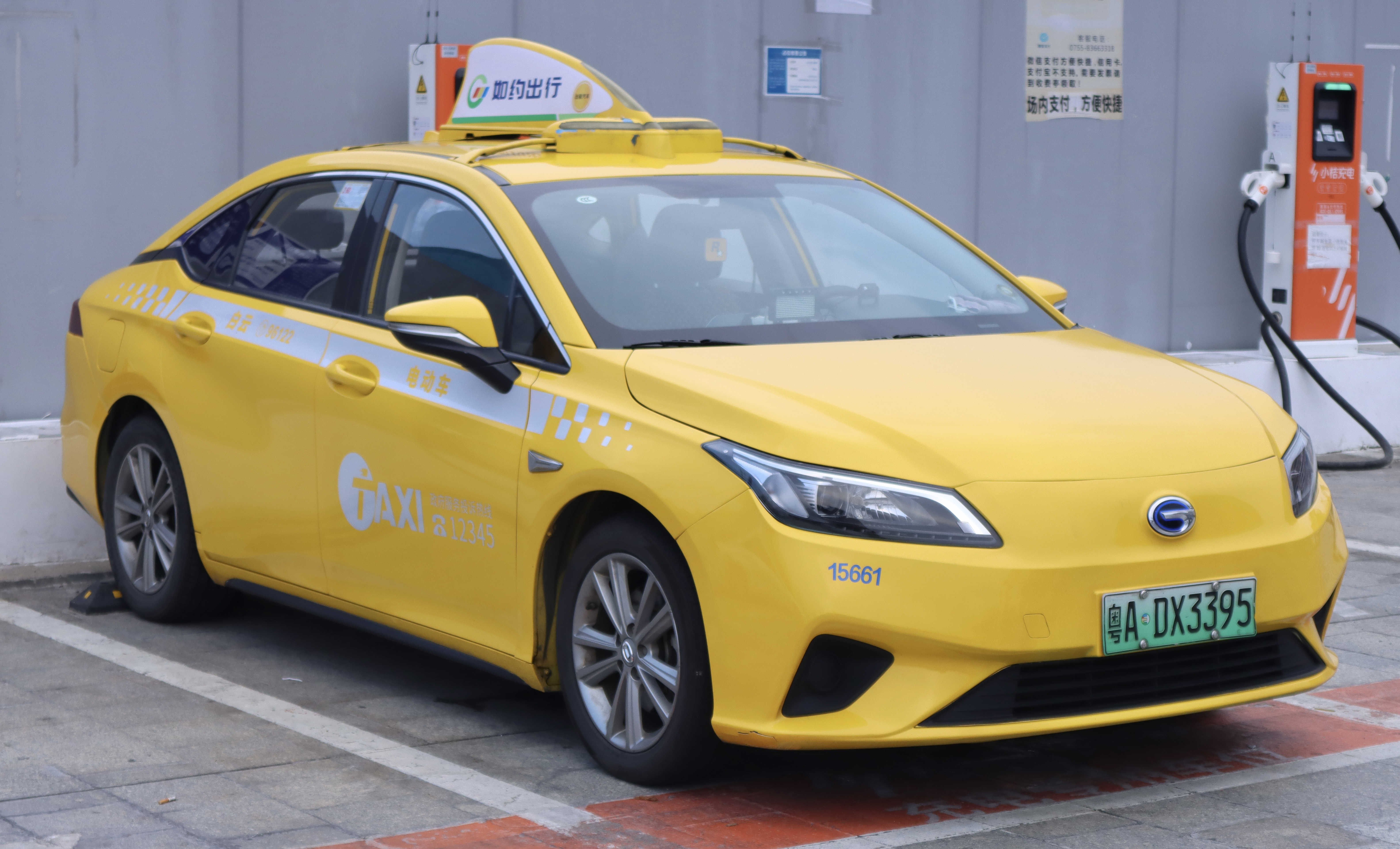
GAC Aion S Xuan 580

W listopadzie 2018 roku podczas Guangzhou Auto Show w Chinach GAC Aion, nowa filia koncernu GAC Group, przedstawiła swój pierwszy samochód. GAC Aion S przyjął postać kompaktowego sedana mającego wyróżnić się na rynku przystępną ceną. 
Samochód zyskał smukłą sylwetkę bogatą w ostre linie i obfite przetłoczenia. W przeciwieństwie do innych produktów w ofercie GAC Aion, pas uzależnił stylizację pasa przedniego w zależności od wariantu wyposażenia. Podstawowy zyskał regularnie ukształtowane reflektory, brak chromowanych ozdobników na zderzaku i żarówkowe lampy tylne. Topowy z kolei otrzymał charakterystyczne dla producenta, trójramienne reflektory wykonane w technologii LED połączone czarno-chromowaną poprzeczką. Wąskie, łezkowate lampy tylne połączono pasem świetlnym i wykonano je w technologii LED.
Deska rozdzielcza została wykonana z dużym udziałem skóry i aluminium, zyskując dwa duże ekrany kolorowe w górnej partii kokpitu. Jeden przyjął funkcję cyfrowych zegarów, z kolei centralnie znajdujący się o przekątnej 12,3-cala pozwolił na dostęp do systemu multimedialnego, sterując m.in. radiem, nawigacją czy systemem multimedialnym.

### Sprzedaż
GAC Aion S został zbudowany z myślą o dynamicznie rozwijającym się na przełomie drugiej i trzeciej dekady XXI wieku chińskim rynku samochodów elektrycznych. Oczekiwaną roczną produkcję określono na ok. 200 tysięcy egzemplarzy. Produkcja i sprzedaż rozpoczęły się ponad pół roku po debiucie, w maju 2019 roku, w kolejnych 4 latach spotykając się z dużym zainteresowaniem wśród chińskich nabywców prywatnych i flotowych - sprzedając się do końca 2023 roku w ok. 221 tysiącach egzemplarzy.

### Dane techniczne
Samochód został wyposażony w układ elektryczny, który utworzył silnik elektryczny o mocy 181 KM i 300 Nm maksymalnego momentu obrotowego. Do wyboru udostępniono dwa rodzaje baterii: mniejszą o pojemności 49,4 kWh i 510 kilometrów maksymalnego zasięgu na jednym ładowaniu, a także większą, 58,8 kWh.

### S Plus

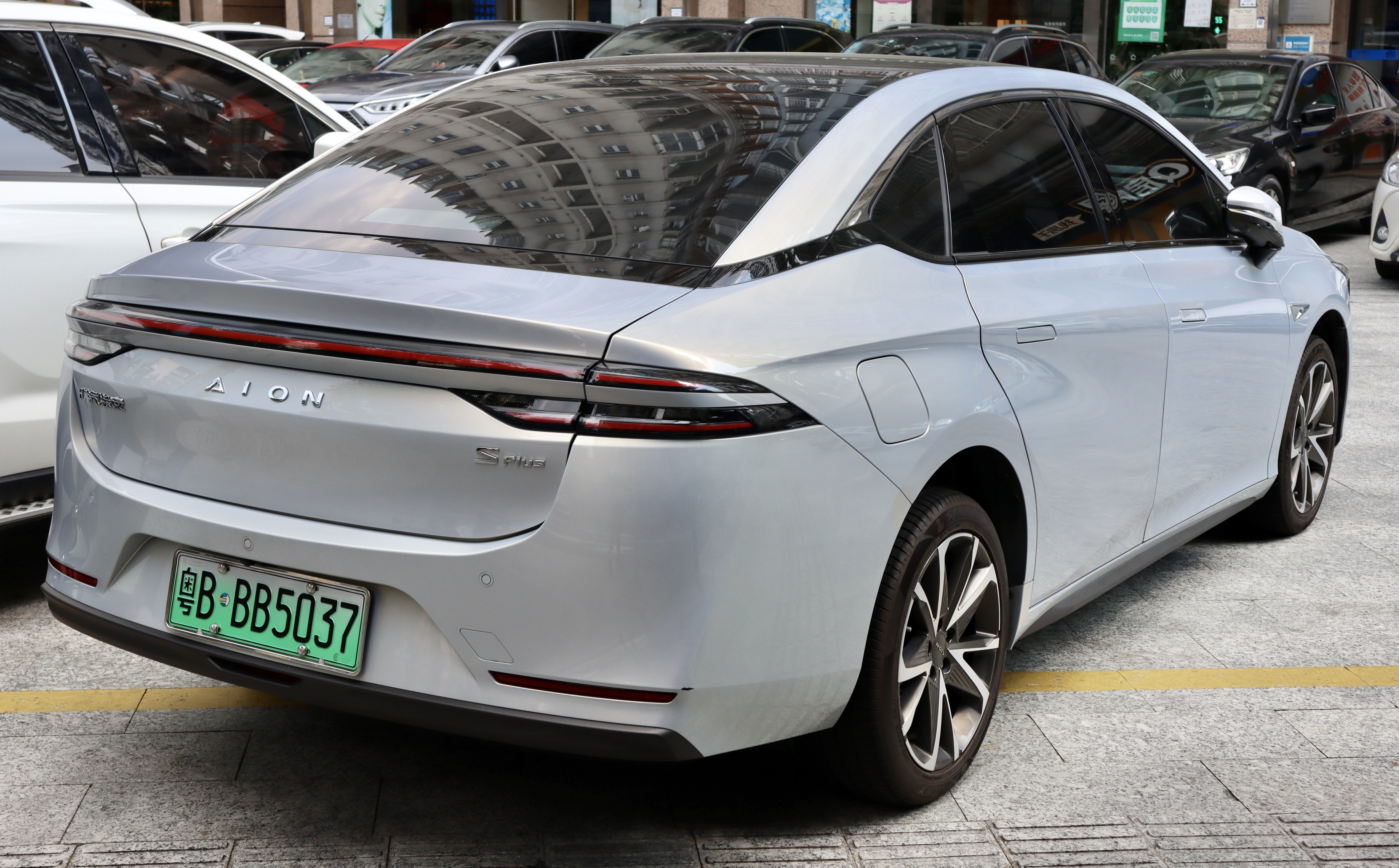
Aion S Plus - tył

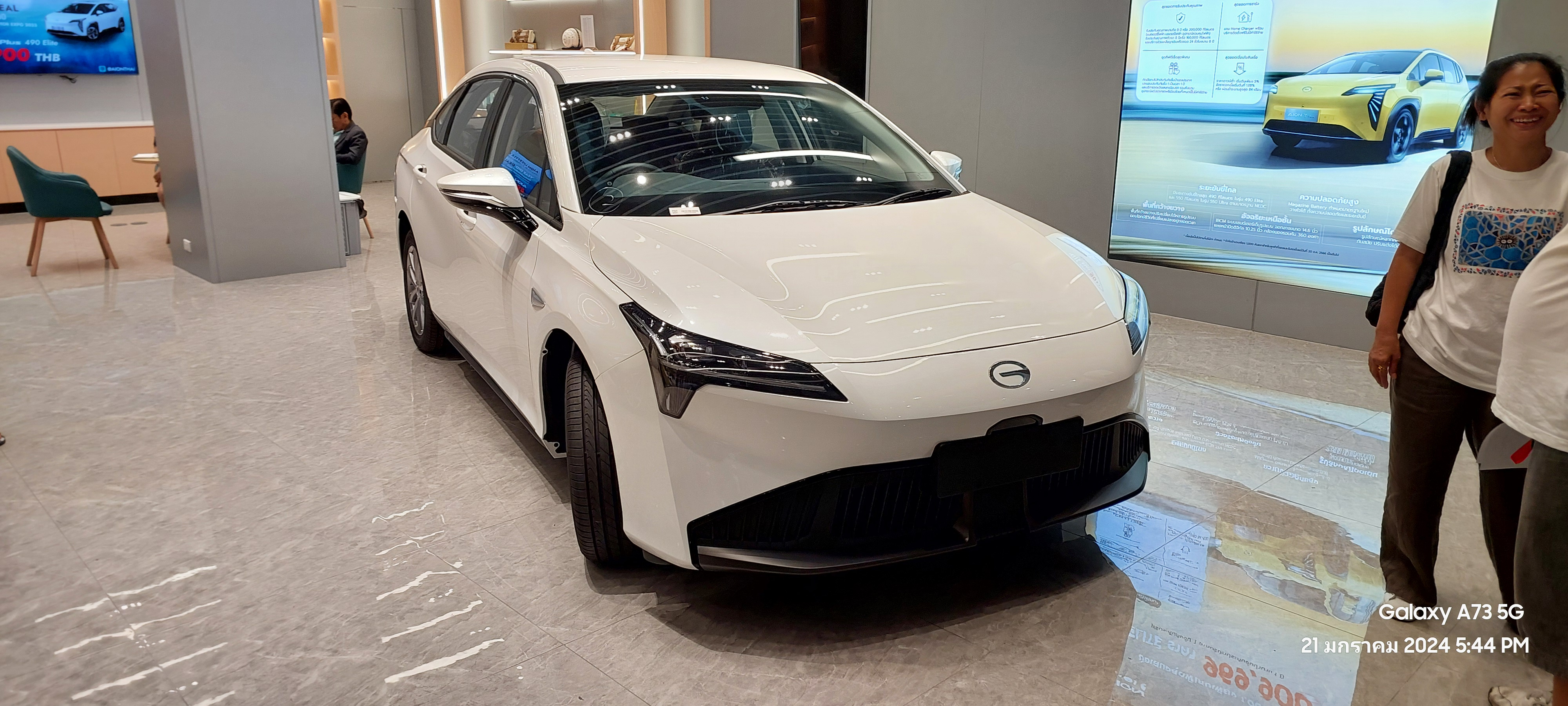
tajlandzki Aion ES

Aion S Plus został zaprezentowany po raz pierwszy w 2021 roku.
W przeciwieństwie do innych modeli w gamie GAC Aion, wprowadzenie głęboko zmodernizowanego modelu z dopiskiem "Plus" w nazwie nie zastąpiło dotychzas produkowanej wersji, lecz przyniosło poszerzenie gamy o równolegle oferowaną, nowocześniejszą alternatywę. Samochód otrzymał obszernie przeprojektowany pas przedni z łagodniej zarysowanymi reflektorami, a także brakiem chromowanych ozdobników i poprzeczek na rzecz łagodniej zarysowanego zderzaka. Klasyczne klamki zastąpiono wysuwanymi, a tylne lampy utworzyły dwa, równolegle biegnące pasy w formie podobnej do konwencjonalnych lamp modelu S. Dłuższe i smuklejsze nadwozie poprawiło właściwości aerodynamiczne. To ten model zapoczątkował stopniowe wycofywanie nazwy i logotypów macierzystego "GAC" z produktów filii, pozostawiając je tu tylko na przednim zderzaku.
Producent zdecydował się wprowadzić nowy projekt deski rozdzielczej, z bardziej minimalistycznym projektem oraz znacznie większym centralnym ekranem dotykowym systemu multimedialnego o przekątnej 14,6 cala. Wyposażono go także w nowocześniejsze rozwiązania technologiczne, na czele z technologią 5G i obsługą serwisów streamingowych.

### Sprzedaż
Aion S Plus początkowo trafił wyłącznie do sprzedaży na rynku chińskim, gdzie debiut rynkowy miał miejsce w czerwcu 2021 roku. W przeciwieństwie do reszty gamy "S", pod koniec 2023 roku samochód uwzględniono także w pierwszej zagranicznej ekspansji GAC Aion, współtworząc gamę w Tajlandii. Samochód trafił tam do sprzedaży pod nazwą Aion ES, z lokalną produkcją od połowy 2024 roku.

### Dane techniczne
Aion S Plus zyskał mocniejszy niż poprzednik układ napędowy, z silnikiem elektrycznym o mocy 204 KM i 350 Nm maksymalnego momentu obrotowego. Zwiększono także baterię do 62 kWh, pozwalając na przejechanie na jednym ładowaniu do 610 kilometrów według chińskiego cyklu pomiarowego NEDC.

### S Max

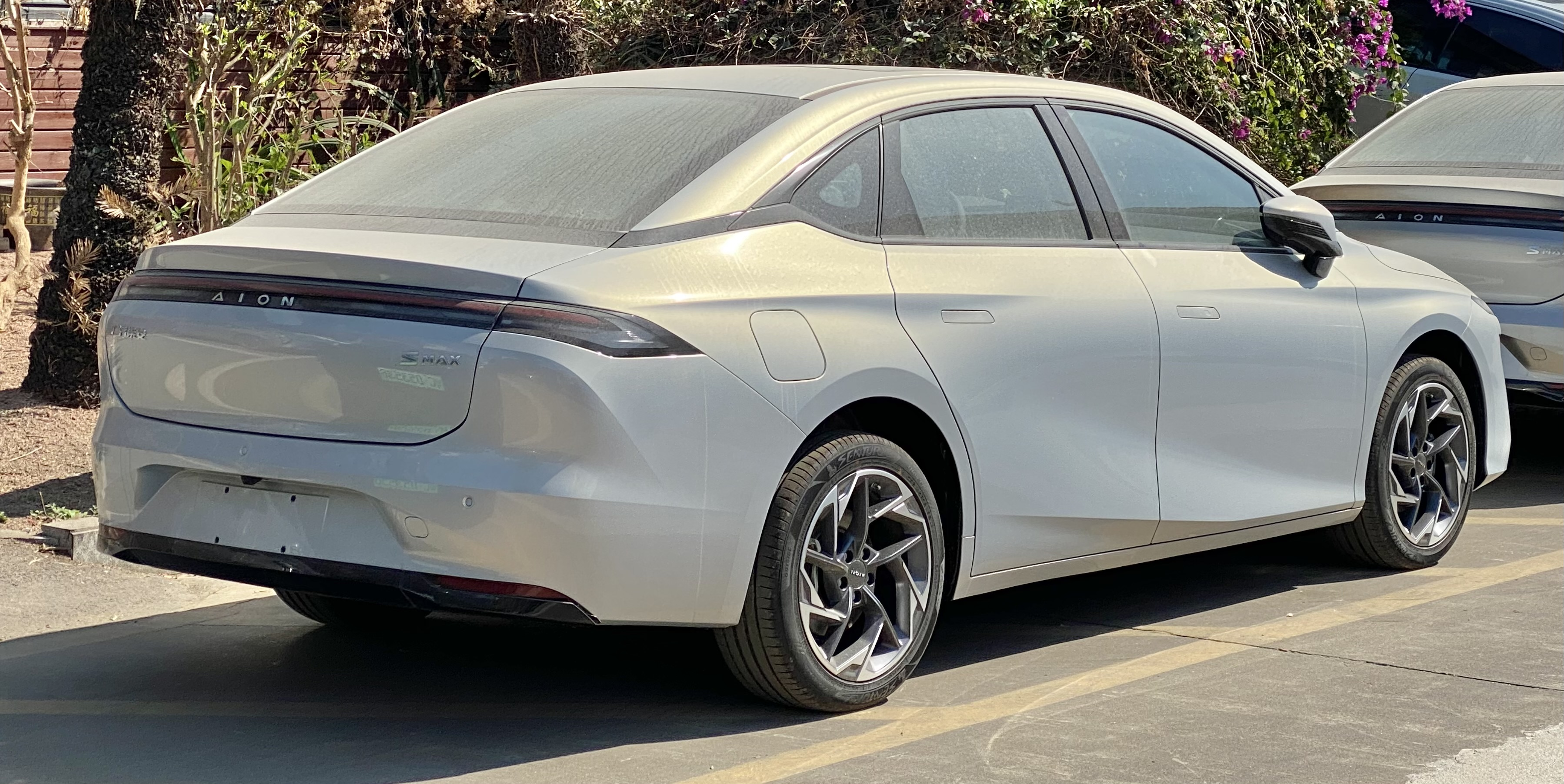
Aion S Max - tył

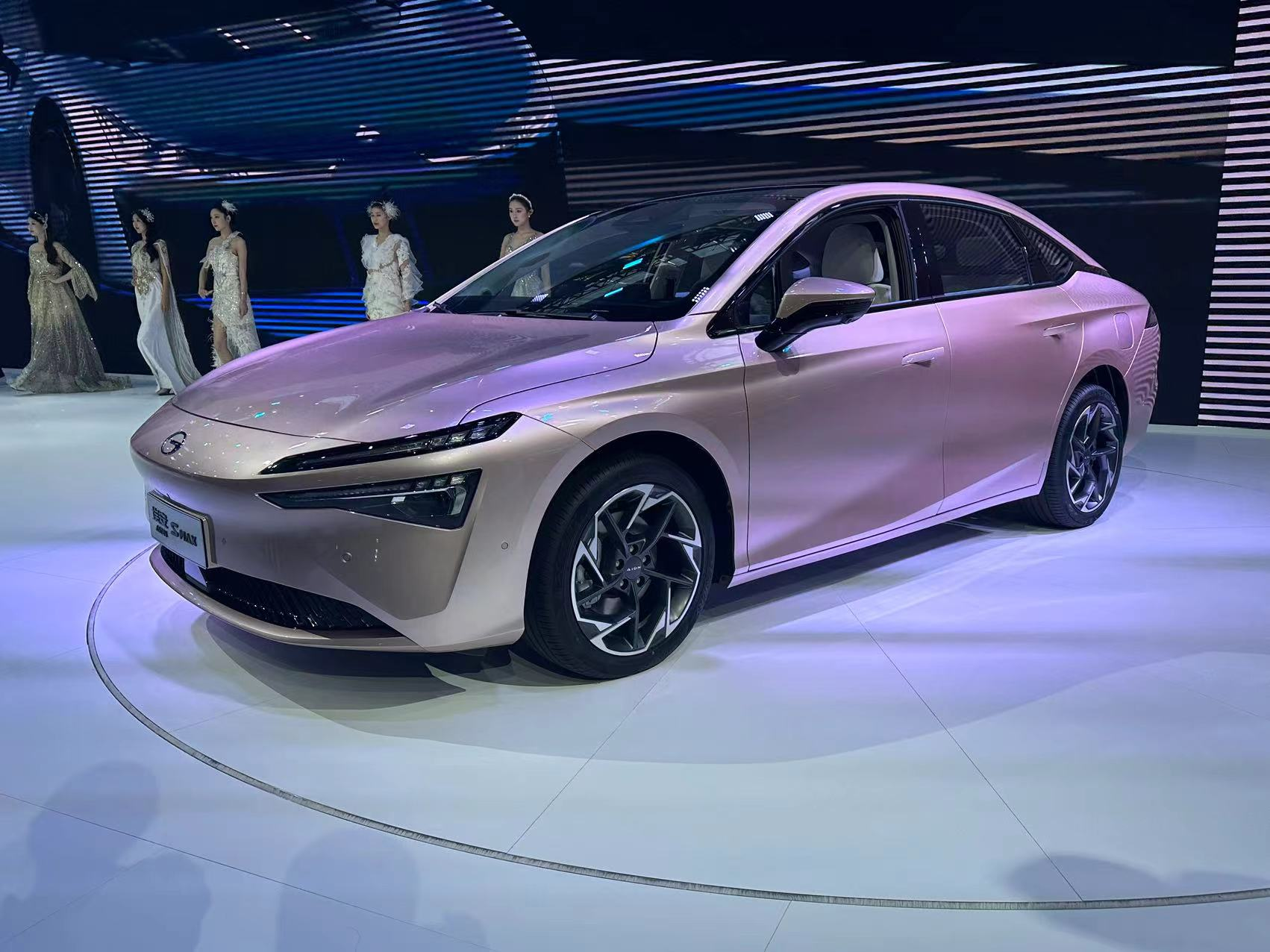
Aion S Max podczas premiery

Aion S Max został zaprezentowany po raz pierwszy w 2023 roku.
5 lat po rynkowym debiucie Aiona S jego gamę poszerzył kolejny, trzeci i najwyżej pozycjonowany wariant o nazwie S Max. Podobonie jak model Plus z 2021 roku, tak i Max zyskał obszerne modyfikacje wizualne na czele z przeprojektowanym pasem przednim o charakterystycznym, szpiczastym kształcie i dwurzędowych reflektorach. Tylną część nadwozia przyozdobił z kolei wąski pas świetlny biegnący wzdłuż krawędzi klapy bagażnika.
W przeciwieństwie do pozostałych modeli z linii Aion S, Max wyróżnił się nie tylko dłuższym nadwoziem, ale i większym o 10 mm rozstawem osi pozwalającym na wygospodarowanie obszerniejszego drugiego rzędu siedzeń. Producent zastosował też nowy projekt deski rozdzielczej z charakterystycznym, biegnącym pod kątem tunelem środkowym w kierunku dotykowego ekranu systemu multimedialnego. Ten zyskał przekątną 14,6 cala, z kolei panel cyfrowych zegarów - 10,25 cala.

### Sprzedaż
Zasięg rynkowy Aiona S Max został ograniczony wyłącznie do rodzimego rynku chińskiego. Debiut miał miejsce w październiku 2023, kiedy też rozpoczęła się sprzedaż z ceną 149 900 juanów za podstawowy, najtańszy wariant wyposażeniowy.

### Dane techniczne
W pełni elektryczny układ napędowy S Max utworzył mocniejszy niż w tańszych modelach 245-konny silnik elektryczny pozwalający rozpędzić się od 0 do 100 km/h w 7,5 sekundy. Przewidziano przy tym dwie opcje akumulatorów: mniejszy o pojemności 59,5 kWh i do 510 kilometrów zasięgu oraz 69,7 kWh i do 610 kilometrów zasięgu na jednym ładowaniu.